# Cyathea tsilotsilensis
Cyathea tsilotsilensis là một loài thực vật có mạch trong họ Cyatheaceae. Loài này được Tardieu mô tả khoa học đầu tiên năm 1941.